# Elin Berge
Elin Kristina Berge, född den 8 oktober 1978 i Stockholm, är en svensk fotograf, fotokonstnär och författare. Hon bor och verkar i Umeå.

## Biografi
Elin Berge började sin professionella fotografkarriär på Västerbottens Folkblad i Umeå. Hon har läst idéhistoria på Umeå universitet (1999) och utbildade sig åren 2001–2003 till fotojournalist vid Nordens Fotoskola, Biskops-Arnö. Hon har  arbetat på Dagens Nyheter och blivit publicerad i flera stora tidningar i Sverige. Sedan 2006 är hon en av åtta medlemmar i fotogruppen Moment Agency som samarbetar för att kunna arbeta med bildjournalistik. Hon sitter sedan 2008 i styrelsen för Sällskapet Sune Jonssons vänner.
Elin Berges verk finns bland annat representerade i stiftelsen Hasselblads samlingar. Berge intresserar sig för hur mänskliga möten skapar och omformar kulturella identiteter och hur människors omgivningar förändras i mötena. Vid sidan av egna projekt med stillbildsfotografi och dokumentärfilm arbetar hon med uppdrag. Hon undervisar i fotografi och har givit ut fyra fotoböcker.
Elin Berge är syster till journalisten och författaren Lars Berge samt gift med etnologen och musikern Peder Stenberg.

## Filmografi
- Drottninglandet (the Land of Queens), 2015, med Lars Berge.

## Utställningar i urval
- 2018 Queejna/Queen, Kulturens Hus, Luleå
- 2016 Drottninglandet/Kungariket (the Land of Queens), Sune Jonsson Centrum för dokumentärfotografi, Umeå
- 2015 Drottninglandet/Kungariket (the Land of Queens), Centrum för Fotografi, Stockholm
- 2015 Slöjor (Veils), Kirunas gamla Stadshus
- 2014 Clear Blue, Galleri Alva, Umeå
- 2012 Drottninglandet (the Land of Queens), Latvian Museum of Photography, Riga
- 2009 Drottninglandet (the Land of Queens), Hasselblad Foundation, Gothenburg
- 2008 Suicide Girls/Veils, Menotrentuno, Young European Photography in Sardinia
- 2009 Slöjor (Veils), Fotomuseet, Visby
- 2006 Slöjor (Veils), the Museum of Work, Norrköping
- 2006 Slöjor (Veils), Galleri Kontrast, Stockholm
- 2004 Istanbul, Kulturhuset, Stockholm

## Utmärkelser och priser
- 2020 Lars Tunbjörkpriset[8]
- 2017 Workshop grant, the Arts Grants Committee
- 2016 Two-year Working grant, the Arts Grants Committee
- 2015 Working grant, Swedish Author’s Fund
- 2013 Working grant, the Arts Grants Committee
- 2012 Working grant, Swedish Author’s Fund
- 2010 Rosenströms Pris
- 2009 Selected for consideration, Deutsche Börse Photography Prize 2010
- 2009 Working grant, the Arts Grants Committee
- 2009 Artisan of the year, Umeå Fabriks- och Hantverksförening
- 2007 Fine art grant, Västerbottens läns Landsting, Umeå
- 2007 Mention of honor, Swedish Picture of the Year
- 2006 the Arts Grants Committee grant for long term project, Stockholm
- 2004 The Museum of Work’s Prize for Documentary Photography, Norrköping
- 2004 Award of excellence, photojournalism portrait, Society for News Design
- 2004 NUDOK documentary award, Nordiska Museet